# Armstrong River
Armstrong River är ett vattendrag i Kanada.   Det ligger i provinsen Manitoba, i den östra delen av landet, 1 900 km nordväst om huvudstaden Ottawa.
I omgivningarna runt Armstrong River växer i huvudsak barrskog. Trakten runt Armstrong River är nära nog obefolkad, med mindre än två invånare per kvadratkilometer.